# Piet (voornaam)

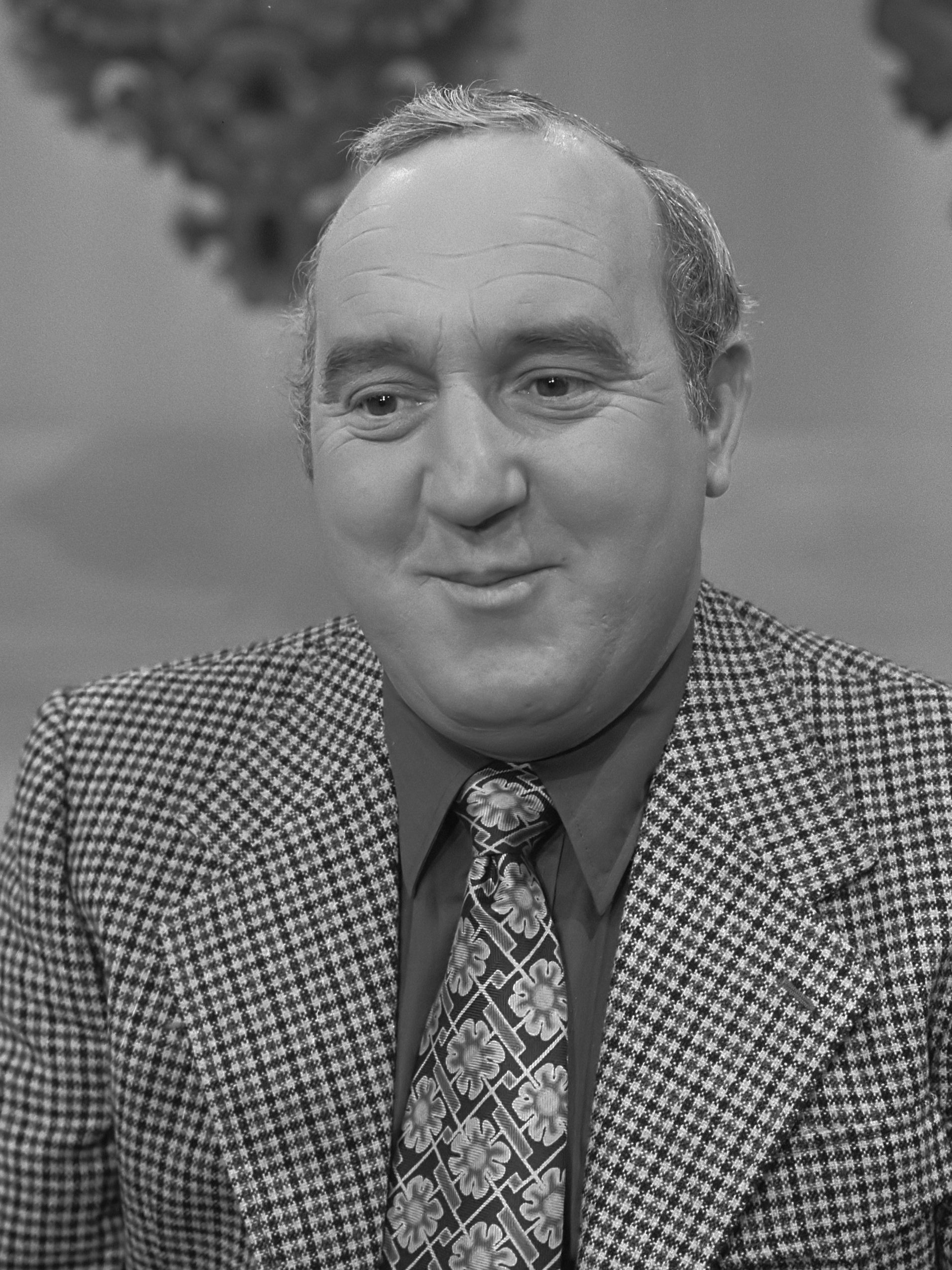
Piet Bambergen (1971)

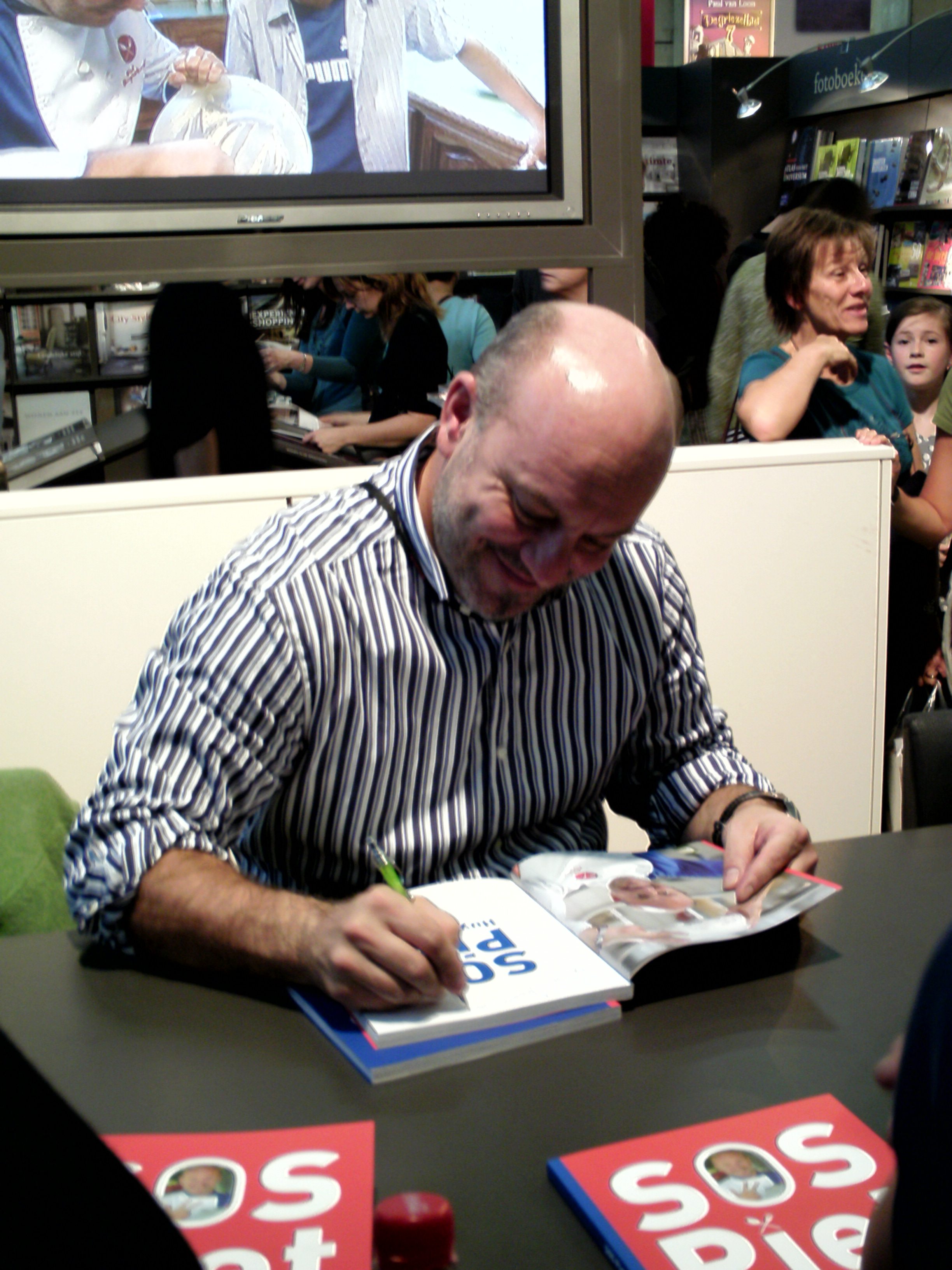
Piet Huysentruyt

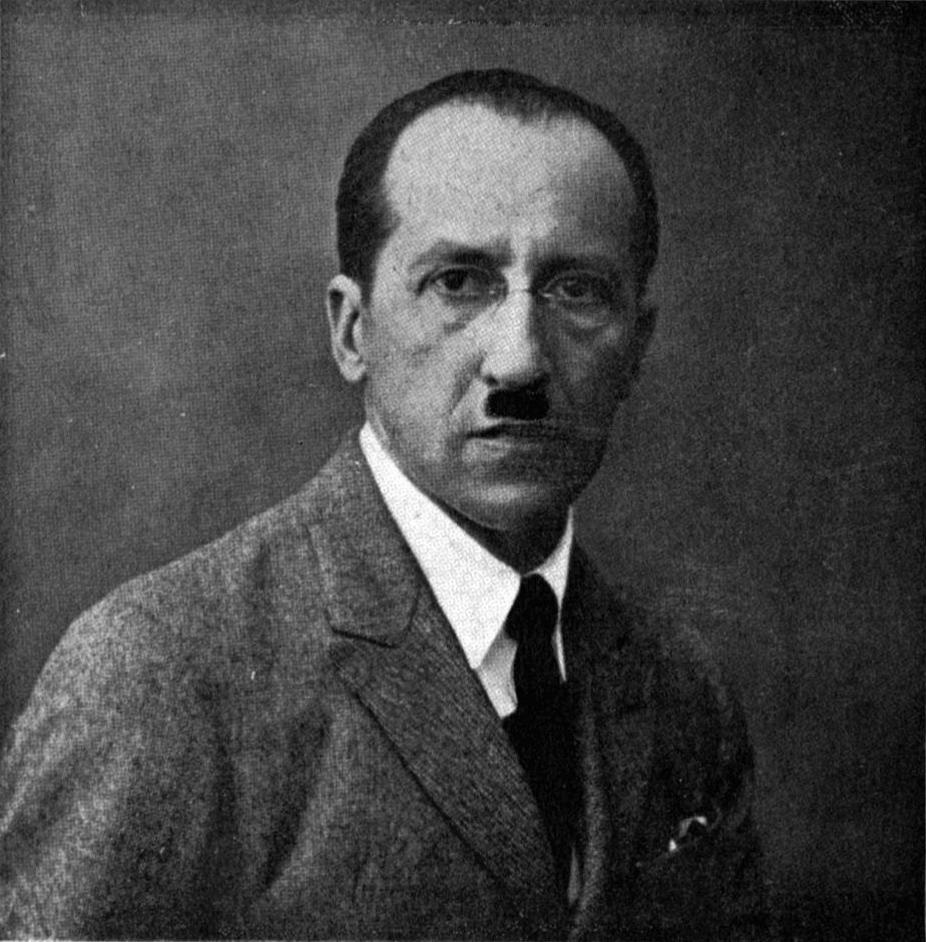
Piet Mondriaan

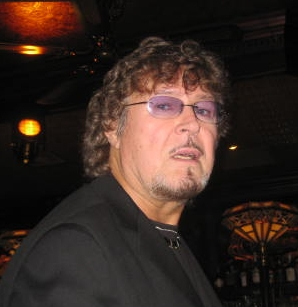
Piet Veerman

Piet is een jongensnaam die is afgeleid van de Latijnse voornaam Petrus, de naam van een van de apostelen van Jezus Christus. De naam gaat terug op het Griekse woord πέτρος (petros), dat rots betekent, en staat symbool voor vastheid en betrouwbaarheid. De naam komt vaak voor in het Nederlandstalige gebied en wordt soms ook gebruikt als afkorting van de voornaam Pieter.

## Bekende naamdragers
- Piet Aalberse, Nederlands politicus
- Piet Bakker, Nederlands journalist en schrijver
- Piet Bambergen, Nederlands komiek en acteur
- Piet den Boer, Nederlands voetballer
- Piet Bukman, Nederlands politicus
- Piet Cronjé, Zuid-Afrikaans generaal
- Piet Dankert, Nederlands politicus
- Piet De Bruyn, Belgisch politicus
- Piet de Jong, Nederlands politicus
- Piet Derksen, Nederlands zakenman
- Piet Hein Donner, Nederlands jurist, bestuurder, wetenschapper en politicus
- Piet Ekel, Nederlands acteur
- Piet Engels, Nederlands politicus
- Piet Hamberg, Nederlands voetballer
- Piet Heyn,  Nederlands luitenant-admiraal
- Piet Hesse, Nederlands komiek en acteur
- Piet Huysentruyt, Belgisch kok
- Piet Kamerman, Nederlands acteur
- Piet Keizer, Nederlands voetballer
- Piet Keizer, Nederlands gitarist en zanger
- Piet Kleine, Nederlands schaatser
- Piet Kramer, Nederlands architect
- Piet Lieftinck, Nederlands ambtenaar, bestuurder, hoogleraar en politicus
- Piet Moget, Nederlands kunstenaar
- Piet Mondriaan, Nederlandse kunstschilder en kunsttheoreticus
- Piet Norval, Zuid-Afrikaans tennisser
- Piet Olofsen, Nederlands atleet
- Piet Paaltjens, Nederlands dichter en predikant
- Piet Paulusma, Nederlands weerman
- Piet Potgieter, Zuid-Afrikaans militair
- Piet Raijmakers, Nederlands springruiter
- Piet Römer, Nederlands acteur
- Piet J. Schmidt, Nederlands politicus
- Piet Schrijvers, Nederlands voetballer en voetbaltrainer
- Piet Souer, Nederlands componist, tekstschrijver, arrangeur en muziekproducent
- Piet Steenkamp, Nederlands politicus en hoogleraar
- Piet Swerts, Belgisch componist
- Piet Van Aken, Belgisch schrijver
- Piet Van Eeckhaut, Belgisch advocaat en politicus
- Piet Veerman, Nederlands zanger, gitarist en componist
- Piet Velthuizen, Nederlands voetballer
- Piet van Zeil, Nederlands politicus

## Vrouwelijke naamdrager
- Piet Meuleman, Nederlandse theosofe

## Fictief figuur
- Pietje Bell, hoofdpersoon uit de gelijknamige Nederlandse boekenreeks
- Piet de Pad, personage uit de Nederlandse poppenserie De Fabeltjeskrant
- Piet Pienter, stripfiguur uit de Belgische stripreeks Piet Pienter en Bert Bibber
- Piet Piraat, personage uit het gelijknamige Belgische kinderprogramma
- Pietje Puk, hoofdpersoon uit de gelijknamige Nederlandse jeugdboekenserie
- Piet van Vliet, personage uit de Nederlandse televisieserie Oppassen!!!
- Pietje de Dood, een personificatie van de dood
- Pietje De Leugenaar, hoofdpersonage uit de Vlaamse televisieserie Terug naar Oosterdonk
- Zwarte Piet, de hulp van Sinterklaas

## De naam "Piet" in gezegden
De naam "Piet(je)" komt onder andere voor in de volgende gezegden:
- Er voor Piet Snot bij zitten
- Hij is een pietje-precies
- Hij voelt zich een hele Piet
- Iemand de zwartepiet toespelen
- Pietlut